# Дестинис Чайлд
Дестинис Чайлд (на английски: Destiny's Child) е американска R&B, поп група. Започва съществуването си като квартет, по-късно остава трио в състав: Мишел Уилямс, Кели Роланд и Бионсе Ноулс. Групата се разпада през 2006 г. Те са американска R&B група – първо дует, после квартет и накрая трио. Групата е продала 50 млн. копия от албумите си и е обявена за една от най-продаваните женски групи след Ти Ел Си и Спайс гърлс.

## История

### Началото
Дестинис Чайлд е създадена в Хюстън, Тексас през 1990 г., когато оригиналните ѝ членове Бионсе Ноулс и Латавиа Роберсън са едва 9-годишни. Бионсе се запознава с Кели Роуланд след като се премества в Тексас. Името на групата е взето от пасаж от Библията. Като трио момичетата участват в шоуто Star Search, където изпълняват рап парче. През 1993 г. Латоя Лукет се присъединява към тях и окончателният състав на групата вече е факт. Следващите няколко години прекарват на сцените на хюстънските клубове. През 1997 г. Columbia Records им предлагат договор.

### Destiny’s Child и The Writing's on the Wall
Групата дебютира с песента „Killing Time“, част от саундтрака към филма от 1997 г. „Мъже в черно“. Дебютният им албум носи името „Destiny’s Child“. Първият сингъл към албума е „No, No, No“ и има 2 части: „No, No, No Part 1“ и „No, No, No Part 2“, в които участва и Уайклеф Жан от „The Fugees“. Песните стигат до номер 3 в класацията „Горещите 100“. Албумът получава платинен статус, след като от него са продадени 3 милиона копия. На наградите „Soul Train Lady of Soul“ печелят награди за най-добра група, най-добра песен с „No, No, No“ и албум на годината. Следващите два сингъла „With Me“ и „Get On The Bus“ обаче не се представят така добре.
Групата бързо прави собствено студио и записва нови песни: „Bills, Bills, Bills“. „The Writing's on the Wall“ влиза на 6 място в „Billboard 200“, а сингълът „Bug-a-Boo“ покорява поп-класациите.
След като Латоя и Латавия напускат групата се присъединяват Мишел Уилямс и Фара Франклин. Те парявят песента „Say My Name“ а клипът излиза през февруари 2000. Франклин напуска 5 месеца по-късно. През юли излзиа парчето „Jumpin' Jumpin'“. „The Writing’s on the Wall“ става 9 пъти платинен. Той е в топ 5 на най-продаваните албуми през 2000 г.
Сега само Бионсе, Мишел и Кели записват сингъл за филма „Ангелите на Чарли“ през октомври 2000 „Independent Women, Pt. 1“. През февруари 2001 печелят 2 Грамита за песента „Say My Name“ за най-добра клубна песен и най-добри женски вокали.

### Survivor
Това име носи следващият албум на момичетата. Първият сингъл е „Survivor“. Те казват в интервю за MTV че са много щастливи и радостни, че правят този албум. Други песни от албума са: „Bootylicious“, „Emotion“, „Nasty Girl“ и др. Печелят Грами за песента „Survivor“. Албумът също става платинен. Те записват албумът „8 Days of Christmas“. В началото на 2002 г. излиза компилация от ремикси, озаглавена „This Is the Remix“. През 2002 г. групата прави световно турне.

### Destiny Fulfilled
След хита „Survivor“ те отново са в студиото за да запишат нов албум. Албумът отново е в топ 5 на най-продаваните за 2005 г. Първият сингъл от него „Lose My Breath“, е деветият им хит в Top 10 на Hot 100. Вторият сингъл „Soldier“ с участието на рапърите T.I. и Lil Wayne, бързо влиза в Топ 10 и през февруари 2005 г. е на трето място. „Lose My Breath“ става два пъти платинен, а „Soldier“ веднъж. Другите два сингъла от албума са „Girl“ и „Cater 2 U“. И двата стават златни. През 2005 г. групата прави второ световно турне. Заедно с това Дестинис Чайлд са обявени за най-продаваната женска група на всички времена. Дестинис Чайлд издават албум с най-добрите си песни на 25 октомври 2005 г. В него са включени и три нови песни. Една от тях „Stand Up For Love“ е последният им хит-сингъл. Групата се разпада но те обещават да се съберат отново. На 26 юни 2007 е премиерата на видеото на Бионсе „Get Me Bodied“ в което участват Кели, Мишел и нейната сестра Солаж.

## Дискография

### Студийни албуми
- Destiny's Child (1998)
- The Writing's On The Wall (1999)
- Survivor (2001)
- 8 Days Of Christmas (2001)
- Destiny Fulfilled (2004)

### Компилации
- This Is The Remix (2002)
- Number 1's (2005)
- Mathew Knowles & Music World Present Vol.1: Love Destiny (2008)
- Playlist: The Very Best of Destiny's Child (2012)
- Love Songs (2013)
- Destiny's Child: The Untold Story Presents Girls Tyme (2019)

### EP
- Love: Destiny (2001)

### Сингли
- „No, No, No“ (с Уиклиф Джийн) (1997)
- „With Me“ (с Джърмейн Дюпри) (1998)
- „Get on the Bus“ (с Тимбаленд) (1998)
- „Bills, Bills, Bills“ (1999)
- „Bug A Boo“ (1999)
- „Say My Name“ (2000)
- „Jumpin' Jumpin'“ (2000)
- „Independent Women Part I“ (2000)
- „Survivor“ (2001)
- „Bootylicious“ (2001)
- „Emotion“ (2001)
- „Nasty Girl“ (2002)
- „Lose My Breath“ (2004)
- „Soldier“  (с Ти Ай и Лил Уейн) (2004)
- „Girl“ (2005)
- „Cater 2 U“ (2005)
- „Stand Up for Love“ (2005)

### Промоционални сингли
- „8 Days of Christmas“ (2001)
- „Rudolph the Red-Nosed Reindeer“ (2004)
- „Got's My Own“ (2005)

### Видео албуми
- The Platinum's on the Wall (2001)
- Destiny's Child World Tour (2003)
- Live in Atlanta (2006)
- Destiny's Child Video Anthology (2013)

## Турнета

### Самостоятелни
- 1999 European Tour (1999)
- 2002 World Tour (2002)
- Destiny Fulfilled ... And Lovin' It (2005 – 2006)

### Съвместни
- Total Request Live Tour (2001)

### Подгряващи
- Ес Дабъл ю Ви – „SWV World Tour“ (1996)
- Бойз ту Мен – „Evolution Tour“ (1998)
- Ти Ел Си – „FanMail Tour“ (1999)
- Ай Ем Екс – „Introducing IMx Tour“ (2000)
- Кристина Агилера – „Christina Aguilera in Concert“ (2000)
- Бритни Спиърс – „(You Drive Me) Crazy Tour“ (2000)